# Viña del Mar Open 1983
Il Viña del Mar 1983 è stato un torneo di tennis giocato sulla terra rossa. È stata la 3ª edizione del torneo che fa parte del Volvo Grand Prix 1983. Si è giocato a Viña del Mar in Cile dal 14 al 27 febbraio 1983.

## Campioni

### Singolare maschile
Víctor Pecci ha battuto in finale  Jaime Fillol con il punteggio di 2–6 7–6 6–4

### Doppio maschile
Hans Gildemeister /  Belus Prajoux hanno battuto in finale  Julio Goes /  Ney Keller con il punteggio di 6–3, 6–1